# 于杰 (1963年)
于杰（1963年6月—），男，汉族，河北辛集人，中华人民共和国政治人物。西安交通大学材料工程系金属材料及热处理专业毕业，研究生学历，工学博士，教授。

## 生平
1987年6月参加工作，同月加入中国共产党。2016年任中共贵州省委组织部常务副部长。2018年任山东省人民政府副省长、党组成员。2020年7月，任中共山东省委常委、宣传部部长。兼任山东第一医科大学第二任党委书记。
2021年6月，任贵州省人大常委会党组成员。